# RRR (サウンドトラック)
『RRR』は、2022年の同名のテルグ語映画のサウンドトラック。M・M・キーラヴァーニが作曲した7曲が収録され、それぞれ作詞はシリヴェンネラ・シータラーマ・サストリー、チャンドラボース、スッダーラー・アショーク・テージャ、ラーマジョーガイヤー・サストリー、K・シヴァ・ダッタ、M・M・キーラヴァーニが手掛けている。また、テルグ語版以外の各言語版の作詞はマダン・カールキ（タミル語版）、リヤー・ムカルジー（ヒンディー語版）、ヴァルン・グローヴァー（ヒンディー語版）、マンコムドゥ・ゴーパーラクリシュナン（マラヤーラム語版）、ヴァラーダラージ・チッカバラプーラ（カンナダ語版）が手掛けた。サウンドトラック・アルバムは、2022年4月16日にラハリ・ミュージックとT-Seriesから発売された。

## 製作
『RRR』には数多くの心躍らせる瞬間が存在します。その壮大なシークエンスの根底には、それらを高めるための身を焦がすような感情が存在しています。その心の感情を音楽として形にすることは、私にとって最も充実した経験の一つです。—M・M・キーラヴァーニ
『RRR』の監督S・S・ラージャマウリは映画音楽の製作に際し、自身の従兄弟であるM・M・キーラヴァーニに作曲を一任した。キーラヴァーニは2019年3月までに、ハイデラバードのアルミニウム工場の敷地内に作られた特設スタジオで作曲作業を開始し、同時期にスッダーラー・アショーク・テージャなど数名の作詞家が起用された。彼は同年9月にテルグ語版の2曲の作詞を完成させている。
2020年9月21日にキーラヴァーニはTwitterを通して、COVID-19パンデミックに伴うロックダウンの影響で作業が中断していることを明かした。2021年初頭から作業は再開され、同年4月からヴィシャール・ミシュラが参加し、ハイデラバードのレコーディング・スタジオでキーラヴァーニと共にシングルのレコーディングに携わった。7月20日にはアミット・トリヴェディがレコーディングに参加したことが報じられ、さらに新人歌手のプラクルティがレコーディングに参加したことがキーラヴァーニによって発表された。また、同月中にアニルド・ラヴィチャンダルもレコーディングに参加し、ラハリ・ミュージックとT-Seriesが5言語版の権利を2億5000万ルピーで取得したことが報じられた。

## リリース

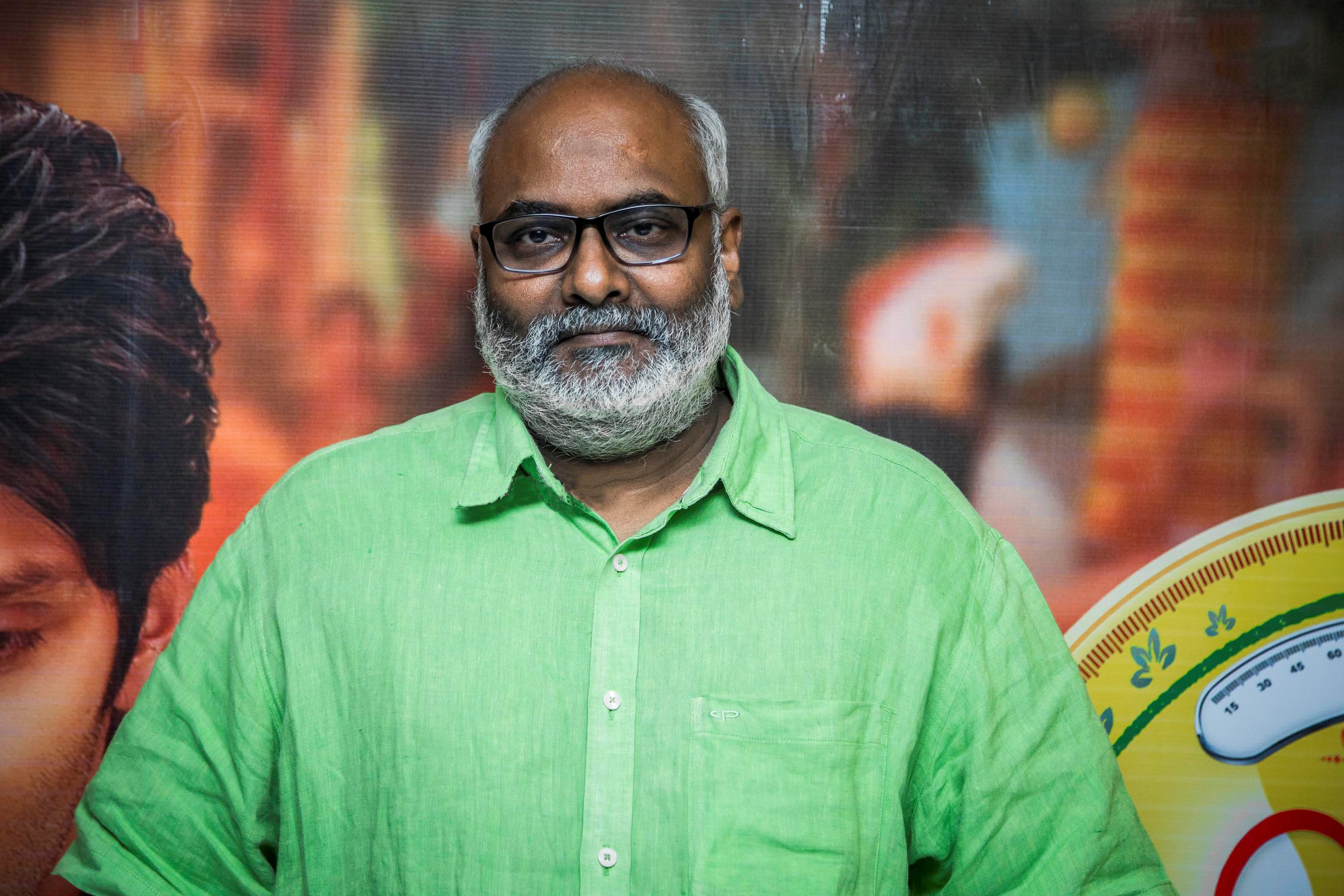
M・M・キーラヴァーニ

ファーストシングルは国際フレンドシップ・デーに合わせ、2021年8月1日にリリースされた。ミュージックビデオの監督はラージャマウリの息子S・S・カールティケーヤが務め、「Dosti」（テルグ語版、ヒンディー語版、カンナダ語版） 、「Natpu」（タミル語版）、「Priyam」（マラヤーラム語版）のタイトルでリリースされた。歌手はそれぞれヴェーダーラ・ヘマチャンドラ（テルグ語版）、アミット・トリヴェディ（ヒンディー語版）、アニルド・ラヴィチャンダル（タミル語版）、ヴィジャイ・イエースダース（マラヤーラム語版）、ヤズィン・ニザール（カンナダ語版）が務めている。また、ミュージックビデオには『RRR』で主演を務めたN・T・ラーマ・ラオ・ジュニアとラーム・チャランがカメオ出演している。「Dosti」のミュージックビデオは、アンナプルナ・スタジオに作られた特設セットで撮影された。2021年11月10日にはセカンドシングルが「Naatu Naatu」（テルグ語版）、「Naacho Naacho」（ヒンディー語版）、「Naatu Koothu」（タミル語版）、「Haali Naatu」（カンナダ語版）、「Karinthol」（マラヤーラム語版）のタイトルでリリースされた。このミュージックビデオはN・T・ラーマ・ラオ・ジュニアとラーム・チャランが披露したダンスが人気を集め、アルバムの中ではYouTubeで最も視聴された曲となった。
2021年11月26日、キーラヴァーニが歌手を務めたサードシングル「Janani」（タミル語版のみ「Uyire」）がリリースされた。同曲はPVRシネマズのRKシネプレックスで特別上映会が行われ、ラージャマウリとキーラヴァーニが出席した。12月24日にはラーマ・ラオ・ジュニアが演じたコムラム・ビームへの賛辞を込めたフォースシングル「Komuram Bheemudo」がリリースされた。ヒンディー語版はテルグ語版と同じタイトルでリリースされ、カンナダ語版は「Komuram Bheemudho」、タミル語版とマラヤーラム語版は「Komuram Bheemano」のタイトルでリリースされている。5曲目の「Ramam Raghavam」は12月31日にリリースされ、ラーム・チャランが演じるアッルーリ・シータラーマ・ラージュにフォーカスを当てた内容になっている。
2022年3月14日、6曲目のシングルが「Etthara Jenda」（テルグ語版）、「Sholay」（ヒンディー語版）、「Koelae」（タミル語版）、「Etthuva Jenda」（カンナダ語版）、「Etthuka Jenda」（マラヤーラム語版）のタイトルでリリースされた。ミュージックビデオにはラーマ・ラオ・ジュニア、ラーム・チャラン、アーリヤー・バットが出演し、映画のエンディング曲として使用された。また、キーラヴァーニは『RRR』公開後に7曲目となる「Komma Uyyala」のリリースを公表し、4月16日にリリースされたアルバムに収録された。

## トラックリスト
| #         | タイトル             | 作詞                                     | 作曲・編曲 | 歌手                                                                                                   | 時間 |
| --------- | -------------------- | ---------------------------------------- | ---------- | --- | ---- |
| 1.        | 「Dosti」            | シリヴェンネラ・シータラーマ・サストリー |            | ヴェーダーラ・ヘマチャンドラ                                                                           | 5:42 |
| 2.        | 「Naatu Naatu」      | チャンドラボース                         |            | ラーフル・シプリガンジ、カーラ・バイラヴァ                                                             | 3:36 |
| 3.        | 「Janani」           | M・M・キーラヴァーニ                     |            | M・M・キーラヴァーニ                                                                                   | 3:07 |
| 4.        | 「Komuram Bheemudo」 | スッダーラー・アショーク・テージャ       |            | カーラ・バイラヴァ                                                                                     | 4:15 |
| 5.        | 「Raamam Raaghavam」 | K・シヴァ・ダッタ                        |            | ヴィジャイ・プラカーシュ、チャンダナ・バーラー・カリヤーン、チャールー・ハリハラン                     | 3:52 |
| 6.        | 「Etthara Jenda」    | ラーマジョーガイヤー・サストリー         |            | ヴィシャール・ミシュラ、プルドヴィー・チャンドラ、M・M・キーラヴァーニ、サーヒティ、ハリーカ・ナラヤン | 4:21 |
| 7.        | 「Komma Uyyala」     | スッダーラー・アショーク・テージャ       |            | プラクルティ・レッディ                                                                                 | 4:43 |
| 合計時間: | 合計時間:            | 合計時間:                                | 合計時間:  | 29:36                                                                                                  |      |

| #         | タイトル             | 作詞              | 作曲・編曲 | 歌手                                                                               | 時間 |
| --------- | -------------------- | ----------------- | ---------- | ---------------------------------------------------------------------------------- | ---- |
| 1.        | 「Natpu」            | マダン・カールキ  |            | アニルド・ラヴィチャンダル                                                         | 5:40 |
| 2.        | 「Naattu Koothu」    | マダン・カールキ  |            | ラーフル・シプリガンジ、ヤズィン・ニザール                                         | 3:35 |
| 3.        | 「Uyire」            | マダン・カールキ  |            | M・M・キーラヴァーニ                                                               | 3:08 |
| 4.        | 「Komuram Beemano」  | マダン・カールキ  |            | カーラ・バイラヴァ                                                                 | 4:14 |
| 5.        | 「Raamam Raaghavam」 | K・シヴァ・ダッタ |            | ヴィジャイ・プラカーシュ、チャンダナ・バーラー・カリヤーン、チャールー・ハリハラン | 3:52 |
| 6.        | 「Koelae」           | マダン・カールキ  |            | ヴィシャール・ミシュラ、ベニー・ダヤル、サーヒティ、ハリーカ・ナラヤン             | 4:16 |
| 7.        | 「Kombaa Un Kaada」  | マダン・カールキ  |            | プラクルティ・レッディ                                                             | 4:43 |
| 合計時間: | 合計時間:            | 合計時間:         | 合計時間:  | 29:27                                                                              |      |

| #         | タイトル             | 作詞                   | 作曲・編曲 | 歌手                                                                               | 時間 |
| --------- | -------------------- | ---------------------- | ---------- | ---------------------------------------------------------------------------------- | ---- |
| 1.        | 「Dosti」            | リヤー・ムカルジー     |            | アミット・トリヴェディ                                                             | 5:40 |
| 2.        | 「Naacho Naacho」    | リヤー・ムカルジー     |            | ヴィシャール・ミシュラ、ラーフル・シプリガンジ                                     | 3:35 |
| 3.        | 「Janani」           | ヴァルン・グローヴァー |            | M・M・キーラヴァーニ                                                               | 3:08 |
| 4.        | 「Komuram Bheemudo」 | ヴァルン・グローヴァー |            | カーラ・バイラヴァ                                                                 | 4:14 |
| 5.        | 「Raamam Raaghavam」 | K・シヴァ・ダッタ      |            | ヴィジャイ・プラカーシュ、チャンダナ・バーラー・カリヤーン、チャールー・ハリハラン | 3:52 |
| 6.        | 「Sholay」           | リヤー・ムカルジー     |            | ヴィシャール・ミシュラ、ベニー・ダヤル、サーヒティ、ハリーカ・ナラヤン             | 4:16 |
| 7.        | 「Amber Se Toda」    | ヴァルン・グローヴァー |            | ラーグ・パテル                                                                     | 4:43 |
| 合計時間: | 合計時間:            | 合計時間:              | 合計時間:  | 29:27                                                                              |      |

| #         | タイトル             | 作詞                                 | 作曲・編曲 | 歌手                                                                               | 時間 |
| --------- | -------------------- | ------------------------------------ | ---------- | ---------------------------------------------------------------------------------- | ---- |
| 1.        | 「Priyam」           | マンコムドゥ・ゴーパーラクリシュナン |            | ヴィジャイ・イエースダース                                                         | 5:40 |
| 2.        | 「Karinthol」        | マンコムドゥ・ゴーパーラクリシュナン |            | K・S・ハリサンカル、ヤズィン・ニザール                                             | 3:34 |
| 3.        | 「Janani」           | マンコムドゥ・ゴーパーラクリシュナン |            | M・M・キーラヴァーニ                                                               | 3:08 |
| 4.        | 「Komuram Bheemano」 | マンコムドゥ・ゴーパーラクリシュナン |            | カーラ・バイラヴァ                                                                 | 4:14 |
| 5.        | 「Raamam Raaghavam」 | K・シヴァ・ダッタ                    |            | ヴィジャイ・プラカーシュ、チャンダナ・バーラー・カリヤーン、チャールー・ハリハラン | 3:51 |
| 6.        | 「Etthuka Jenda」    | マンコムドゥ・ゴーパーラクリシュナン |            | ヴィシャール・ミシュラ、ベニー・ダヤル、サーヒティ、ハリーカ・ナラヤン             | 4:16 |
| 7.        | 「Komba Ninn Kaada」 | マンコムドゥ・ゴーパーラクリシュナン |            | Nayana Nair                                                                        | 4:44 |
| 合計時間: | 合計時間:            | 合計時間:                            | 合計時間:  | 29:35                                                                              |      |

| #         | タイトル              | 作詞                       | 作曲・編曲 | 歌手                                                                               | 時間 |
| --------- | --------------------- | -------------------------- | ---------- | ---------------------------------------------------------------------------------- | ---- |
| 1.        | 「Dosti」             | アザード・ヴァラーダラージ |            | ヤズィン・ニザール                                                                 | 5:43 |
| 2.        | 「Haali Naatu」       | アザード・ヴァラーダラージ |            | ラーフル・シプリガンジ、カーラ・バイラヴァ                                         | 3:37 |
| 3.        | 「Janani」            | アザード・ヴァラーダラージ |            | M・M・キーラヴァーニ                                                               | 3:10 |
| 4.        | 「Komuram Bheemudho」 | アザード・ヴァラーダラージ |            | カーラ・バイラヴァ                                                                 | 4:16 |
| 5.        | 「Raamam Raaghavam」  | K・シヴァ・ダッタ          |            | ヴィジャイ・プラカーシュ、チャンダナ・バーラー・カリヤーン、チャールー・ハリハラン | 3:54 |
| 6.        | 「Etthuva Jenda」     | アザード・ヴァラーダラージ |            | ヴィシャール・ミシュラ、ベニー・ダヤル、サーヒティ、ハリーカ・ナラヤン             | 4:19 |
| 7.        | 「Kombe Uyyale」      | アザード・ヴァラーダラージ |            | プラクルティ・レッディ                                                             | 4:46 |
| 合計時間: | 合計時間:             | 合計時間:                  | 合計時間:  | 29:45                                                                              |      |

## アルバム・クレジット
- 作曲・製作・編曲・録音・音響・マスタリング - M・M・キーラヴァーニ
- 作詞 - シリヴェンネラ・シータラーマ・サストリー（英語版）、マダン・カールキ（英語版）、リヤー・ムカルジー、マンコムドゥ・ゴーパーラクリシュナン（英語版）、アザード・ヴァラーダラージ、チャンドラボース、M・M・キーラヴァーニ、ヴァルン・グローヴァー（英語版）、ヴァラーダラージ・チッカバラプーラ、K・シヴァ・ダッタ
- 歌手 - ヴェーダーラ・ヘマチャンドラ（英語版）、アニルド・ラヴィチャンダル（英語版）、アミット・トリヴェディ、ヴィジャイ・イエースダース、ヤズィン・ニザール（英語版）、カーラ・バイラヴァ（英語版）、ラーフル・シプリガンジ（英語版）、ヴィシャール・ミシュラ（英語版）、K・S・ハリサンカル（英語版）、M・M・キーラヴァーニ、ヴィジャイ・プラカーシュ（英語版）、チャンダナ・バーラー・カリヤーン、チャールー・ハリハラン、ベニー・ダヤル（英語版）、プルドヴィー・チャンドラ、ハイマス・モハマド、サーヒティ（英語版）、ハリーカ・ナラヤン、ラーグ・パテル、ナヤーナ・ナーイル、プラクルティ・レッデイ

## 映画音楽
全曲の作曲・指揮はM・M・キーラヴァーニが手掛けている。
| #  | タイトル              | 作詞 | 作曲・編曲 | 時間 |
| -- | --------------------- | ---- | ---------- | ---- |
| 1. | 「Spirit of RRR」     |      |            | 0:39 |
| 2. | 「The Story」         |      |            | 1:04 |
| 3. | 「The Fire」          |      |            | 0:36 |
| 4. | 「Arrest that B」     |      |            | 5:40 |
| 5. | 「The Water」         |      |            | 0:52 |
| 6. | 「Tiger Chase」       |      |            | 2:14 |
| 7. | 「Please Forgive Me」 |      |            | 1:02 |
| 8. | 「New Attire」        |      |            | 0:34 |

| #   | タイトル                         | 作詞 | 作曲・編曲 | 時間 |
| --- | -------------------------------- | ---- | ---------- | ---- |
| 1.  | 「Reward Announced, Hunt Began」 |      |            | 1:48 |
| 2.  | 「Jenny is a Kind Soul」         |      |            | 1:05 |
| 3.  | 「Lachu Escapes」                |      |            | 2:21 |
| 4.  | 「Train Accident」               |      |            | 3:04 |
| 5.  | 「Affinity with Jenny」          |      |            | 1:10 |
| 6.  | 「Malli's Existence is Evident」 |      |            | 0:53 |
| 7.  | 「An Invite, A Gift」            |      |            | 1:03 |
| 8.  | 「Lachu is Caught」              |      |            | 0:40 |
| 9.  | 「Scott's Palace」               |      |            | 1:12 |
| 10. | 「Seetha」                       |      |            | 2:31 |

| #  | タイトル                | 作詞 | 作曲・編曲 | 時間 |
| -- | ----------------------- | ---- | ---------- | ---- |
| 1. | 「Promise (Telugu)」    |      |            | 1:30 |
| 2. | 「Promise (Hindi)」     |      |            | 1:32 |
| 3. | 「Promise (Tamil)」     |      |            | 1:30 |
| 4. | 「Promise (Kannada)」   |      |            | 1:30 |
| 5. | 「Promise (Malayalam)」 |      |            | 1:30 |

| #  | タイトル                    | 作詞 | 作曲・編曲 | 時間 |
| -- | --------------------------- | ---- | ---------- | ---- |
| 1. | 「Snake Bite」              |      |            | 2:27 |
| 2. | 「SOS」                     |      |            | 0:50 |
| 3. | 「True Identity Revealed」  |      |            | 3:39 |
| 4. | 「Making Harder Decisions」 |      |            | 1:24 |

| #  | タイトル                                | 作詞 | 作曲・編曲 | 時間 |
| -- | --------------------------------------- | ---- | ---------- | ---- |
| 1. | 「Bheem- The Tsunami」                  |      |            | 4:28 |
| 2. | 「Unfortunate Fight」                   |      |            | 1:18 |
| 3. | 「Fire and Water」                      |      |            | 0:39 |
| 4. | 「Tears, Blood and Breach (Telugu)」    |      |            | 3:02 |
| 5. | 「Tears, Blood and Breach (Hindi)」     |      |            | 3:02 |
| 6. | 「Tears, Blood and Breach (Tamil)」     |      |            | 3:02 |
| 7. | 「Tears, Blood and Breach (Kannada)」   |      |            | 3:02 |
| 8. | 「Tears, Blood and Breach (Malayalam)」 |      |            | 3:02 |

| #  | タイトル                            | 作詞 | 作曲・編曲 | 時間 |
| -- | ----------------------------------- | ---- | ---------- | ---- |
| 1. | 「Load, Aim, Shoot (The Practice)」 |      |            | 1:17 |
| 2. | 「Misunderstood」                   |      |            | 2:06 |
| 3. | 「Never Giving Up」                 |      |            | 2:56 |
| 4. | 「Smallpox」                        |      |            | 1:58 |
| 5. | 「Prodigious Precision」            |      |            | 1:47 |
| 6. | 「Guilt」                           |      |            | 1:57 |

| #  | タイトル                         | 作詞 | 作曲・編曲 | 時間 |
| -- | -------------------------------- | ---- | ---------- | ---- |
| 1. | 「Ram- The Volcano」             |      |            | 2:23 |
| 2. | 「Closer Than Ever」             |      |            | 1:01 |
| 3. | 「Together We Rock (Telugu)」    |      |            | 3:35 |
| 4. | 「Together We Rock (Hindi)」     |      |            | 3:34 |
| 5. | 「Together We Rock (Tamil)」     |      |            | 3:35 |
| 6. | 「Together We Rock (Kannada)」   |      |            | 3:35 |
| 7. | 「Together We Rock (Malayalam)」 |      |            | 3:35 |
| 8. | 「Load, Aim, Shoot (Climax)」    |      |            | 2:29 |
| 9. | 「Raamam Bheemam」               |      |            | 5:33 |